# Acroricnus cubensis
Acroricnus cubensis är en stekelart som först beskrevs av Cresson 1865.  Acroricnus cubensis ingår i släktet Acroricnus och familjen brokparasitsteklar. Inga underarter finns listade i Catalogue of Life.